# 將軍澳海水化淡廠
將軍澳海水化淡廠（英語：Tseung Kwan O Desalination Plant），位於香港將軍澳137區，是香港首座採用逆滲透技術的海水化淡廠，由水務署主導興建，旨在應對氣候變化對本地水資源的影響，並提升供水穩定性。該廠於2019年動工，2023年12月22日正式投產，每日可生產13.5萬立方米食水，約佔全港用水量的5%，主要供應西貢、九龍東及港島部分地區。  
將軍澳海水化淡廠採用逆滲透技術，透過高壓使海水通過半透膜分離鹽分，相較傳統蒸餾法更節能，單位生產成本約為每立方米13港元（含配水及客戶服務成本）。廠房佔地8公頃，預留擴建空間，未來可提升產量至每日27萬立方米，佔全港需求10%。
作為香港全面水資源管理策略的重要部分，該廠不僅減少對東江水的依賴，亦結合環保設計，如太陽能發電及雨水回收系統，並獲「綠建環評」鉑金級認證。

## 歷史
將軍澳海水化淡廠建造工程在2019年12月展開，於2023年12月22日投入運作。化淡廠的設計、建造及運作由Acciona Agua SA、怡和機器有限公司和中國建築工程（香港）有限公司組成的「AJC聯營」負責，合約總值約90億元，並採用「設計-建造-營運」（DBO）模式，合約期15年。  